# كيريل الخامس
البطريرك كيريل الخامس ويعرف أيضاً باسم كيريل الثالث
بطريرك أنطاكية وسائر المشرق للروم الأرثوذكس وخليفة بطرس وبولس لكنيسة أنطاكية الأرثوذكسية بين عامي (1674 - 1720).

## حياته
ولد قسطنطين الزعيم حوالي عام 1655 في حلب وكان حفيد البطريرك ماكاريوس الثالث .
بعد وفاة البطريرك ماكاريوس الثالث عام 1672 تم مباشرةً انتخاب قسطنطين بطريركاً بمساعدة حاكم دمشق وتوّج باسم كيريل الخامس .
اعترض على انتخابه بعض الأساقفة بالإضافة إلى بطريرك القدس واعتبروا انتخابه لاغياً كونه لم يكن قد بلغ السن القانوني لتعيينه أسقفاً ، وقاموا بتشجيع مطران حماة آنذاك نيوفيطوس على أن يكون هو البطريرك . فذهب إلى القسطنطينية وهناك تمت رسامته بطريركاً باسم نيوفيطوس الأول بموجب فرمان من الباب العالي وبركة بطريرك القسطنطينية المسكوني ديونيسيوس الرابع .
مما أدى إلى انقسام الكرسي الأنطاكي إلى مجموعتين ، قسم يدعم كيريل الخامس وقسم يدعم نيوفيطوس ، لكن هذا الخلاف انتهى عام 1682 عندما قرر نيوفيطوس التخلي عن الكرسي البطريركي بسبب كثرة ديونه ، فبقي كيريل الخامس هو البطريرك الوحيد لفترة من الوقت .
لكن سرعان ما تغير هذا الوضع حيث برز منافس آخر وهو بولس دبّاس ، وكان مدعوماً من قبل الباب العالي والرهبان الفرنسيسكان ، فتم عام 1685 ترسيمه بطريركاً باسم أثناسيوس الرابع ، لتشهد السنوات التسع التالية صراعات حادة بين البطريركين المطالبين .
وانتهى القتال في تشرين الأول من عام 1694 بعد أن توصل الطرفان إلى اتفاق ينص على «اعتراف أثناسيوس الرابع بشرعية البطريرك كيريل الخامس ، على أن يخلفه على الكرسي الأنطاكي بعد وفاته» .
توفي البطريرك كيريل الخامس في 5 كانون الثاني 1720 وخلفه البطريرك أثناسيوس الرابع .